# Alle montagne della follia
Alle montagne della follia (At the Mountains of Madness), tradotto anche come Le montagne della follia, è un romanzo horror dello scrittore statunitense Howard Phillips Lovecraft.
La principale fonte di ispirazione per il romanzo venne a Lovecraft dalla Storia di Arthur Gordon Pym di Edgar Allan Poe.
Il romanzo fu scritto nel 1931 ma pubblicato, dopo molti rifiuti, solo nel 1936 e in forma rimaneggiata. L'insuccesso dell'opera amareggiò profondamente Lovecraft, al punto da fargli considerare di concludere la sua carriera di scrittore, come scrisse nel 1936 a E. Hoffmann Price.

## Trama
Sedici esploratori sono in viaggio per il Polo Sud, e a destinazione, dopo varie scoperte interessanti di carattere geologico-scientifico, ne fanno una incredibile, e di tutt'altra natura: una caverna che contiene diversi esseri mostruosi, congelati da milioni di anni, molti dei quali in uno stato di conservazione praticamente perfetto. Da un'analisi di uno di questi esseri viene ipotizzato che siano creature anfibie. La caverna si trova alle pendici di una gigantesca catena montuosa, probabilmente la più alta esistente sulla Terra, ammantata da un'atmosfera irreale e in grado di provocare visioni (le montagne della follia del titolo).
I cani che accompagnano gli esploratori abbaiano selvaggiamente contro i resti di questi esseri ibernati, con una tale furia da far intuire che se li potessero azzannare li distruggerebbero all'istante. Per evitare che i cani lo facciano, l'equipaggio costruisce un recinto lontano dal campo base dove poter contenere i cani.

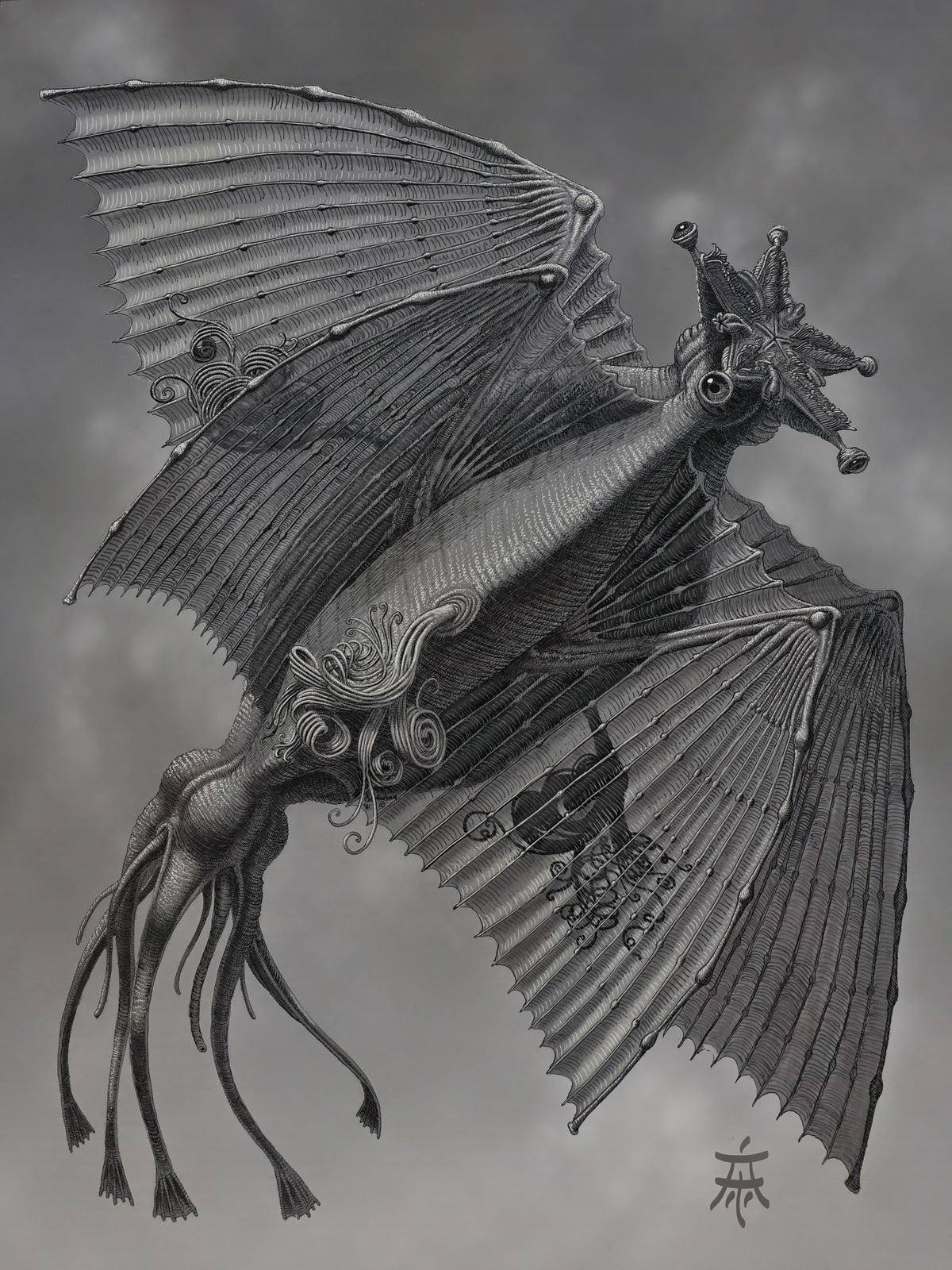
Uno degli Antichi, illustrazione di Tom Ardans.

Viene dato un nome a questi esseri mostruosi, "Antichi" (da non confondersi con i Grandi Antichi), visto che, ad un'analisi superficiale, devono essere vissuti sulla Terra alcuni milioni di anni fa.
Il gruppo del professor Lake, autore della scoperta, interrompe le comunicazioni con il campo base il giorno dopo il ritrovamento, ed il narratore e altri esploratori decidono di controllare cosa sia successo. Arrivati al campo di Lake tramite l'ultimo aereo rimasto, trovano solo cadaveri di uomini e cani orribilmente dissezionati: l'ipotesi che formulano e il narratore e il giovane Danforth è che Gedney, l'unico membro mancante nella carneficina, sia impazzito e abbia perpetrato le uccisioni. Vicino al campo, il narratore e Danforth scoprono sei esemplari delle creature scoperte da Lake in pessimo stato sotterrati sotto dei tumuli di neve a forma di stella, mentre tutti gli altri esemplari rinvenuti sono spariti.
Il narratore e Danforth, pur presagendo irrazionalmente la sventura imminente, partono con un piccolo aereo all'esplorazione di ciò che si trova oltre la terribile catena montuosa e lì scoprono un immenso altopiano e i giganteschi resti di una città ciclopica e aliena, sicuramente molto avanzata. Ipotizzano essere i resti di una delle città degli "Antichi".
Decidono di esplorare i resti di quella gigantesca città aliena, prevedendo una serie di esplorazioni future date le dimensioni enormi del complesso. Dopo un volo sulle rovine appena scoperte, riescono a far atterrare l'aereo per esplorarla a piedi. Grazie alle statue e ad alcuni affreschi rinvenuti il narratore riesce a "ricostruire" la storia di questi "Antichi", svoltasi nell'arco di milioni di anni: si intrecciano le storie degli "Antichi" che vivono in acqua, con gli "Antichi" che vivono sulla terra ferma, con la progenie di Cthulhu, con i Mi-Go ed anche con gli Shoggoth, in quella che probabilmente è una delle più complete e sistematiche descrizioni che Lovecraft ha mai fatto della sua mitologia immaginaria.
Attraverso gli affreschi il narratore e Danforth apprendono dell'esistenza di un tunnel che conduce in un abisso, probabilmente l'ultima dimora degli Antichi che, per sopravvivere alla glaciazione del continente, sarebbero tornati alla vita acquatica nelle profondità calde dell'altopiano. Visto che il suo ingresso è abbastanza vicino alla posizione dei due, prendono la decisione di esplorarlo. Dopo alcune peripezie trovano i resti di Gedney e di un cane, trascinati fin lì su una slitta. Da questa scoperta deducono che gli Antichi non fossero morti quando furono scoperti dal gruppo del professor Lake, ma solo ibernati o in letargo. Risvegliatisi, confusi dall'incontro con gli umani (i veri alieni dal loro punto di vista) li avrebbero sopraffatti per autodifesa e addirittura condotto un'autopsia sui loro corpi, con lo stesso spirito scientifico della spedizione umana, per poi sotterrare i loro caduti e portare con sé Gedney e il cane come dei reperti da conservare.
Nonostante questa scoperta sconvolgente il narratore e Danforth prendono la dolorosa decisione di proseguire nell'esplorazione del tunnel. Proseguono sempre più in profondità nel complesso e dopo poco sentono un rumore familiare. Rimangono stupiti di questa nuova scoperta e vedono la fonte di questo grido rauco. Si tratta di alcuni pinguini giganteschi che, visto che vivono sempre al buio, sono albini e ciechi.

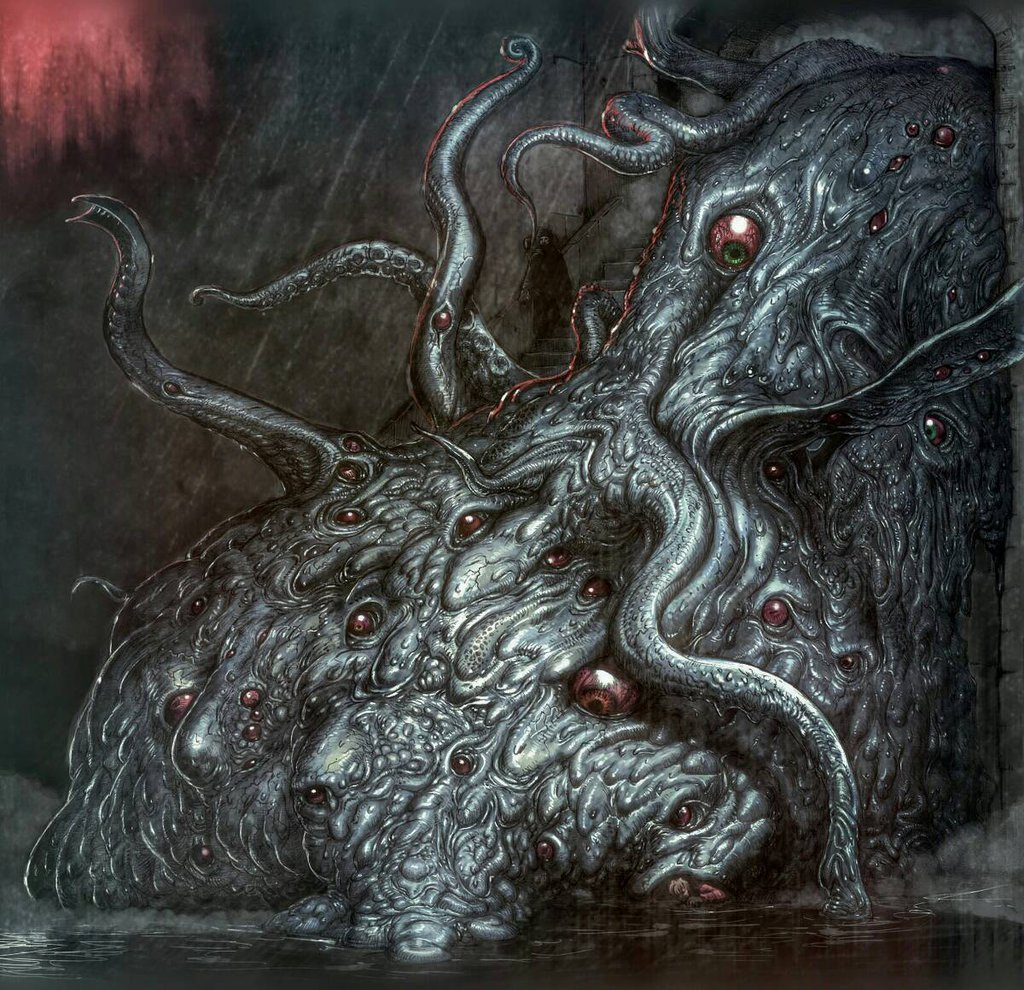
Uno Shoggoth, illustrazione di Nottsuo.

Proseguendo nell'esplorazione dell'abisso,  il narratore e Danforth rinvengono alcuni "Antichi" orribilmente mutilati. Ad un più attento esame scoprono che la loro attuale condizione è dovuta a fatti recenti, visto che sono in una pozza di un liquido paragonabile a sangue. Questi "Antichi" vengono osservati attentamente e viene notato che sono tutti senza testa, la quale è stata loro strappata e non tagliata.
Il narratore e Danforth fanno innumerevoli congetture su cosa possa essere successo e su chi sia l'autore di questo massacro. Sono stati i pinguini giganti? Sono stati altri "Antichi" a massacrare questi? E per quale motivo? Poi sentono un ancor più strano grido, una sorta di suono flautato che il narratore aveva precedentemente attribuito al vento che soffia tra le montagne e le rovine aliene, ma che a questa profondità non dovrebbe sentirsi. Finalmente il narratore e Danforth capiscono cos'è il vero terrore. Nell'abisso si cela uno degli Shoggoth, enormi creature amorfe di plasma nero in grado di assumere qualsiasi forma. Inizialmente create dagli Antichi per essere usate come schiavi controllati telepaticamente, queste creature si sono nel tempo evolute fino a sviluppare intelligenza e volontà propria, scatenando una vera e propria guerra contro gli Antichi, dalla quale sono usciti vincitori.
Adesso gli esseri mostruosi hanno preso il sopravvento e dimorano nell'abisso, e producono quei terribili versi flautati che vagamente suonano come "Tekeli-li", presumibilmente imitando la parlata dei loro padroni. Il narratore e Danforth riescono a fuggire, voltandosi solo una volta per vedere l'orribile visione dello Shoggoth che li tormenterà per sempre.
Tornati in superficie al loro aereo, durante il volo di ritorno Danforth lancia un grido e da allora perderà la sua sanità mentale. Egli infatti ha avuto una visione di qualcosa di ancora più mostruoso, antico ed ancestrale, guardando la seconda catena di montagne ad ovest, qualcosa di cui non parlerà mai. Oltre l'altopiano si trova infatti un'altra catena montuosa, probabilmente alta all'incirca 15.000 metri, di cui si scorgono solo vaghi profili violacei. Gli Antichi temevano ciò che si celava al di là di esse. L'autore riconduce la regione alle terre malvagie e leggendarie di Kadath e Leng, di cui si parla solo in pochi testi antichi (tra cui il Necronomicon).
Il finale, comune a molti romanzi e racconti di Lovecraft, vede i protagonisti salvarsi dall'orrore ma rimanere per sempre tormentati ed angosciati da ciò che hanno visto e dalle scoperte sulla natura dell'universo che non avrebbero mai voluto fare. Il narratore afferma di aver scritto questo resoconto per scoraggiare la nuova spedizione Starkweather-Moore che intende esplorare l'altopiano oltre le montagne della follia, per non risvegliare gli orrori ancestrali che vi dimorano.

## Citazioni
Nel libro, in ogni capitolo, sono presenti numerosi citazioni, dagli esploratori Shackleton, Amundsen, Scott e Byrd, all'inesistente libro Necronomicon, al Fuji, al pittore ed esploratore Nicholas Roerich, allo scrittore Poe ed al suo personaggio Arthur Gordon Pym.

## Influenze culturali
Il libro può essere considerato il precursore di un genere di racconti su storie di spedizioni alle regioni polari ormai divenute trame classiche. Tra essi possiamo ricordare La cosa da un altro mondo, Ice Station e Artico.

## Adattamenti
Dal 2016 al 2017 il mangaka giapponese Gō Tanabe ha pubblicato una versione manga del romanzo di Lovecraft. L'adattamento è stato pubblicato in lingua italiana nel 2019.